# 肉力強女
『肉力強女』（にくぢからつよいおんな）は、一部テレビ東京系列局で放送された格闘技をテーマにしたスポーツ番組。キー局のテレビ東京では2003年10月3日から2004年9月24日まで放送。

## 概要
女子格闘技（ジョシカク）にスポットライトを当てた深夜のスポーツ番組で、プロデューサーのテリー伊藤とソフト・オン・デマンドが共同で立ち上げた1000万円争奪デスマッチを主軸とする番組として企画された。テレビ東京がこの種の番組を放送したのは、『激突!女子格闘技大戦争』以来24年ぶりのことである。
番組は主に、格闘家志望の一般女性たちが総額1000万円の賞を賭けて本職の女性格闘家たちに戦いを挑む模様を放送していた。さらには、スマックガール・女子ボクシング・女子キックボクシング各試合のダイジェストや女性格闘家たちへのインタビューなど、多数の企画を盛り込んでいた。放送中期には、グラビアアイドルやAV女優たちが大会への出場権を賭けて戦いを繰り広げる「肉の穴」という企画をスタートさせたが、番組は1年で終了した。この時間帯の番組の殆どがそうであるが、視聴率に関する具体的なデータは出ていないため、打ち切りに至った理由は不明である。
その後、同枠では極真空手を特集する新番組『一撃入魂』がスタートしたが、これも1年で終了した。

## 出演者
- テリー伊藤
- 島田裕二
- 藪下めぐみ
- 高橋洋子
- ライカ
- 早千予
- ほか

## テーマ曲

### エンディングテーマ
- 卒業TIME （WaT）
- リトルダンス（高鈴）

## 放送局
| 放送対象地域   | 放送局         | 系列           | 放送日時                                                                            |
| -------------- | -------------- | -------------- | ----------------------------------------------------------------------------------- |
| 関東広域圏     | テレビ東京     | テレビ東京系列 | 金曜 26時40分 - 27時10分                                                            |
| 愛知県         | テレビ愛知     | テレビ東京系列 | 月曜 25時28分 - 25時58分（2004年6月まで） 月曜 26時28分 - 26時58分（2004年7月以降） |
| 岡山県・香川県 | テレビせとうち | テレビ東京系列 | 木曜 24時55分 - 25時25分                                                            |
| 福岡県         | TVQ九州放送    | テレビ東京系列 | 土曜 25時25分 - 25時55分                                                            |